# Pterophorus niveodactyla
Pterophorus niveodactyla là một loài bướm đêm thuộc họ Pterophoridae. Nó được tìm thấy ở Đài Loan, Trung Quốc, Ấn Độ, Sri Lanka, Malaya, Java, Sumatra, Philippines, Borneo, New Guinea, Micronesia, quần đảo Bismarck và quần đảo Solomon.
Chiều dài cánh trước là 8–9 mm. Adults have whitish wings without dark brown dots.